# Mistrovství Evropy ve fotbale žen do 19 let
Mistrovství Evropy ve fotbale žen do 19 let je každoroční šampionát ženských národních týmů ve věku do 19 let. Soutěž je pořádána organizací UEFA. Nejlepší týmy se taktéž kvalifikují na Mistrovství světa ve fotbale žen do 20 let. 
Šampionát vznikl v roce 1998 jako soutěž týmů do 18 let. S věkovým limitem do 19 let se soutěží od roku 2002. Účastníci musí projít dvoufázovou kvalifikací, ze které vzejde 7 týmů, které se připojí k výběru hostující země na finálovém turnaji. Těchto osm týmů jez zařazeno do dvou skupin, ze kterých vždy dva nejlepší postupují do vyřazovací fáze.

## Historie vítězů
| Rok          | Hostitel      | Finále                           | Finále                           | Finále                           | Poražení semifinalisté           | Poražení semifinalisté           | Poražení semifinalisté           |
| Rok          | Hostitel      | Vítěz                            | Skóre                            | 2. místo                         | Poražení semifinalisté           | Poražení semifinalisté           | Poražení semifinalisté           |
| ------------ | ------------- | -------------------------------- | -------------------------------- | -------------------------------- | -------------------------------- | -------------------------------- | -------------------------------- |
| 1998 Detaily | doma/venku    | Dánsko                           | 2:0, 2:3                         | Francie                          | Německo a Švédsko                | Německo a Švédsko                | Německo a Švédsko                |
| Rok          | Hostitel      | Finále                           | Finále                           | Finále                           | O 3. místo                       | O 3. místo                       | O 3. místo                       |
| Rok          | Hostitel      | Vítěz                            | Skóre                            | 2. místo                         | 3. místo                         | Skóre                            | 4. místo                         |
| 1999 Detaily | Švédsko       | Švédsko                          | 2:1                              | Německo                          | Itálie                           | Každý s každým                   | Norsko                           |
| 2000 Detaily | Francie       | Německo                          | 4:2                              | Španělsko                        | Švédsko                          | Každý s každým                   | Francie                          |
| 2001 Detaily | Norsko        | Německo                          | 3:2                              | Norsko                           | Dánsko                           | 1:0                              | Španělsko                        |
| Rok          | Hostitel      | Finále                           | Finále                           | Finále                           | Poražení semifinalisté           | Poražení semifinalisté           | Poražení semifinalisté           |
| Rok          | Hostitel      | Vítěz                            | Skóre                            | 2. místo                         | Poražení semifinalisté           | Poražení semifinalisté           | Poražení semifinalisté           |
| 2002 Detaily | Švédsko       | Německo                          | 3:1                              | Francie                          | Dánsko a Anglie                  | Dánsko a Anglie                  | Dánsko a Anglie                  |
| 2003 Detaily | Německo       | Francie                          | 2:0                              | Norsko                           | Anglie a Švédsko                 | Anglie a Švédsko                 | Anglie a Švédsko                 |
| 2004 Detaily | Finsko        | Španělsko                        | 2:1                              | Německo                          | Itálie a Rusko                   | Itálie a Rusko                   | Itálie a Rusko                   |
| 2005 Detaily | Maďarsko      | Rusko                            | 2:2 pen. 6:5                     | Francie                          | Finsko a Německo                 | Finsko a Německo                 | Finsko a Německo                 |
| 2006 Detaily | Švýcarsko     | Německo                          | 3:0                              | Francie                          | Dánsko a Rusko                   | Dánsko a Rusko                   | Dánsko a Rusko                   |
| 2007 Detaily | Island        | Německo                          | 2:0 (prodl.)                     | Anglie                           | Francie a Norsko                 | Francie a Norsko                 | Francie a Norsko                 |
| 2008 Detaily | Francie       | Itálie                           | 1:0                              | Norsko                           | Německo a Švédsko                | Německo a Švédsko                | Německo a Švédsko                |
| 2009 Detaily | Bělorusko     | Anglie                           | 2:0                              | Švédsko                          | Francie a Švýcarsko              | Francie a Švýcarsko              | Francie a Švýcarsko              |
| 2010 Detaily | Makedonie     | Francie                          | 2:1                              | Anglie                           | Německo a Nizozemsko             | Německo a Nizozemsko             | Německo a Nizozemsko             |
| 2011 Detaily | Itálie        | Německo                          | 8:1                              | Norsko                           | Itálie a Švýcarsko               | Itálie a Švýcarsko               | Itálie a Švýcarsko               |
| 2012 Detaily | Turecko       | Švédsko                          | 1:0 (prodl.)                     | Španělsko                        | Dánsko a Portugalsko             | Dánsko a Portugalsko             | Dánsko a Portugalsko             |
| 2013 Detaily | Wales         | Francie                          | 2:0 (prodl.)                     | Anglie                           | Finsko a Německo                 | Finsko a Německo                 | Finsko a Německo                 |
| 2014 Detaily | Norsko        | Nizozemsko                       | 1:0                              | Španělsko                        | Irsko a Norsko                   | Irsko a Norsko                   | Irsko a Norsko                   |
| 2015 Detaily | Izrael        | Švédsko                          | 3:1                              | Španělsko                        | Francie a Německo                | Francie a Německo                | Francie a Německo                |
| 2016 Detaily | Slovensko     | Francie                          | 2:1                              | Španělsko                        | Nizozemsko a Švýcarsko           | Nizozemsko a Švýcarsko           | Nizozemsko a Švýcarsko           |
| 2017 Detaily | Severní Irsko | Španělsko                        | 3:2                              | Francie                          | Nizozemsko a Německo             | Nizozemsko a Německo             | Nizozemsko a Německo             |
| 2018 Detaily | Švýcarsko     | Španělsko                        | 1:0                              | Německo                          | Norsko a Dánsko                  | Norsko a Dánsko                  | Norsko a Dánsko                  |
| 2019 Detaily | Skotsko       | Francie                          | 2:1                              | Německo                          | Španělsko a Nizozemsko           | Španělsko a Nizozemsko           | Španělsko a Nizozemsko           |
| 2020 Detaily | Gruzie        | Zrušeno kvůli pandemii covidu-19 | Zrušeno kvůli pandemii covidu-19 | Zrušeno kvůli pandemii covidu-19 | Zrušeno kvůli pandemii covidu-19 | Zrušeno kvůli pandemii covidu-19 | Zrušeno kvůli pandemii covidu-19 |
| 2021 Detaily | Bělorusko     | Zrušeno kvůli pandemii covidu-19 | Zrušeno kvůli pandemii covidu-19 | Zrušeno kvůli pandemii covidu-19 | Zrušeno kvůli pandemii covidu-19 | Zrušeno kvůli pandemii covidu-19 | Zrušeno kvůli pandemii covidu-19 |
| 2022 Detaily | Česko         | Španělsko                        | 2:1                              | Norsko                           | Francie a Švédsko                | Francie a Švédsko                | Francie a Švédsko                |
| 2023 Detaily | Belgie        | Španělsko                        | 0:0 pen. 3:2                     | Německo                          | Nizozemsko a Francie             | Nizozemsko a Francie             | Nizozemsko a Francie             |
| 2024 Detaily | Litva         | Španělsko                        | 2:1 (prodl.)                     | Nizozemsko                       | Anglie a Francie                 | Anglie a Francie                 | Anglie a Francie                 |
| 2025 Detaily | Polsko        |                                  |                                  |                                  |                                  |                                  |                                  |

## Počet vítězství
| Stát        | Vítěz                                  | 2. místo                         | 3. místo | 4. místo | Semifinalista                                |
| ----------- | -------------------------------------- | -------------------------------- | -------- | -------- | -------------------------------------------- |
| Německo     | 6 (2000, 2001, 2002, 2006, 2007, 2011) | 5 (1999, 2004, 2018, 2019, 2023) |          |          | 7 (1998, 2005, 2008, 2010, 2013, 2015, 2017) |
| Španělsko   | 4 (2004, 2017, 2018, 2022, 2023, 2024) | 5 (2000, 2012, 2014, 2015, 2016) |          | 1 (2001) | 1 (2019)                                     |
| Francie     | 5 (2003, 2010, 2013, 2016, 2019)       | 5 (1998, 2002, 2005, 2006, 2017) |          | 1 (2000) | 6 (2007, 2009, 2015, 2022, 2023, 2024)       |
| Švédsko     | 3 (1999, 2012, 2015)                   | 1 (2009)                         | 1 (2000) |          | 4 (1998, 2003, 2008, 2022)                   |
| Anglie      | 1 (2009)                               | 3 (2007, 2010, 2013)             |          |          | 3 (2002, 2003, 2024)                         |
| Dánsko      | 1 (1998)                               |                                  | 1 (2001) |          | 4 (2002, 2006, 2012, 2018)                   |
| Itálie      | 1 (2008)                               |                                  | 1 (1999) |          | 2 (2004, 2011)                               |
| Rusko       | 1 (2005)                               |                                  |          |          | 2 (2004, 2006)                               |
| Nizozemsko  | 1 (2014)                               | 1 (2024)                         |          |          | 5 (2010, 2016, 2017, 2019, 2023)             |
| Norsko      |                                        | 5 (2001, 2003, 2008, 2011, 2022) |          | 1 (1999) | 3 (2007, 2014, 2018)                         |
| Švýcarsko   |                                        |                                  |          |          | 3 (2009, 2011, 2016)                         |
| Finsko      |                                        |                                  |          |          | 2 (2005, 2013)                               |
| Portugalsko |                                        |                                  |          |          | 1 (2012)                                     |
| Irsko       |                                        |                                  |          |          | 1 (2014)                                     |